# Otmuchów
Otmuchów (hist. również Odmuchów, Odmachów, łac. Otmuchovia, niem. Ottmachau) – miasto w województwie opolskim, w powiecie nyskim, siedziba gminy miejsko-wiejskiej Otmuchów. Według danych GUS z 1 stycznia 2024 r. miasto liczyło 6179 mieszkańców.
Miasto położone jest historycznie na Dolnym Śląsku, natomiast geograficznie na Przedgórzu Sudeckim, w Obniżeniu Otmuchowskim w południowej części województwa opolskiego nad Nysą Kłodzką między sztucznymi zbiornikami wodnymi Jeziorem Otmuchowskim i Nyskim, przy drodze krajowej nr 46, którą na tym odcinku biegnie też droga łącząca Górny Śląsk z ziemią kłodzką. W latach 1975–1998 miasto administracyjnie należało do starego woj. opolskiego. Do roku 1975 wchodziło w skład powiatu grodkowskiego.

## Nazwa

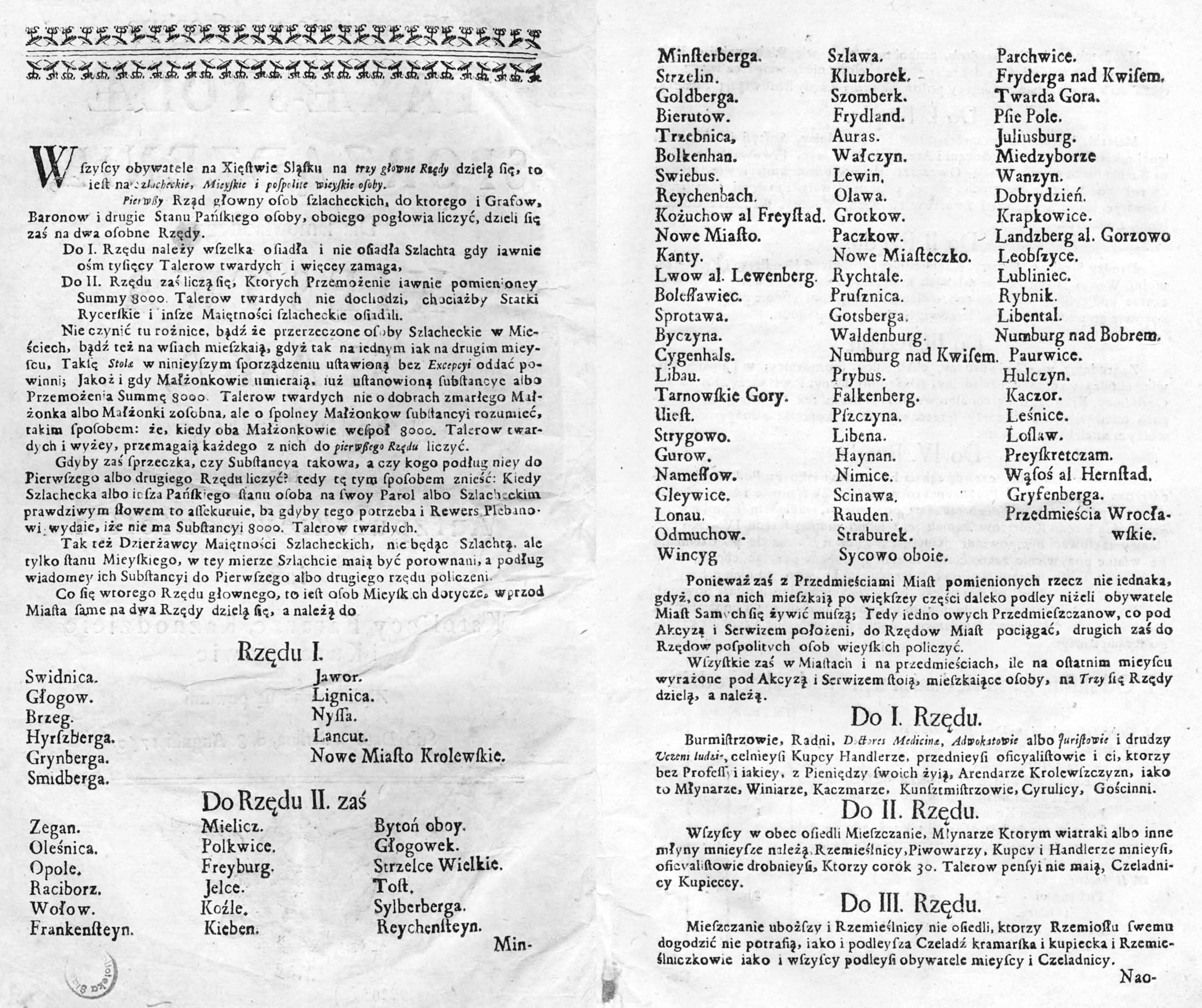
Nazwa Odmuchów w urzędowym pruskim dokumencie z 1750 roku wydanym w języku polskim w Berlinie.

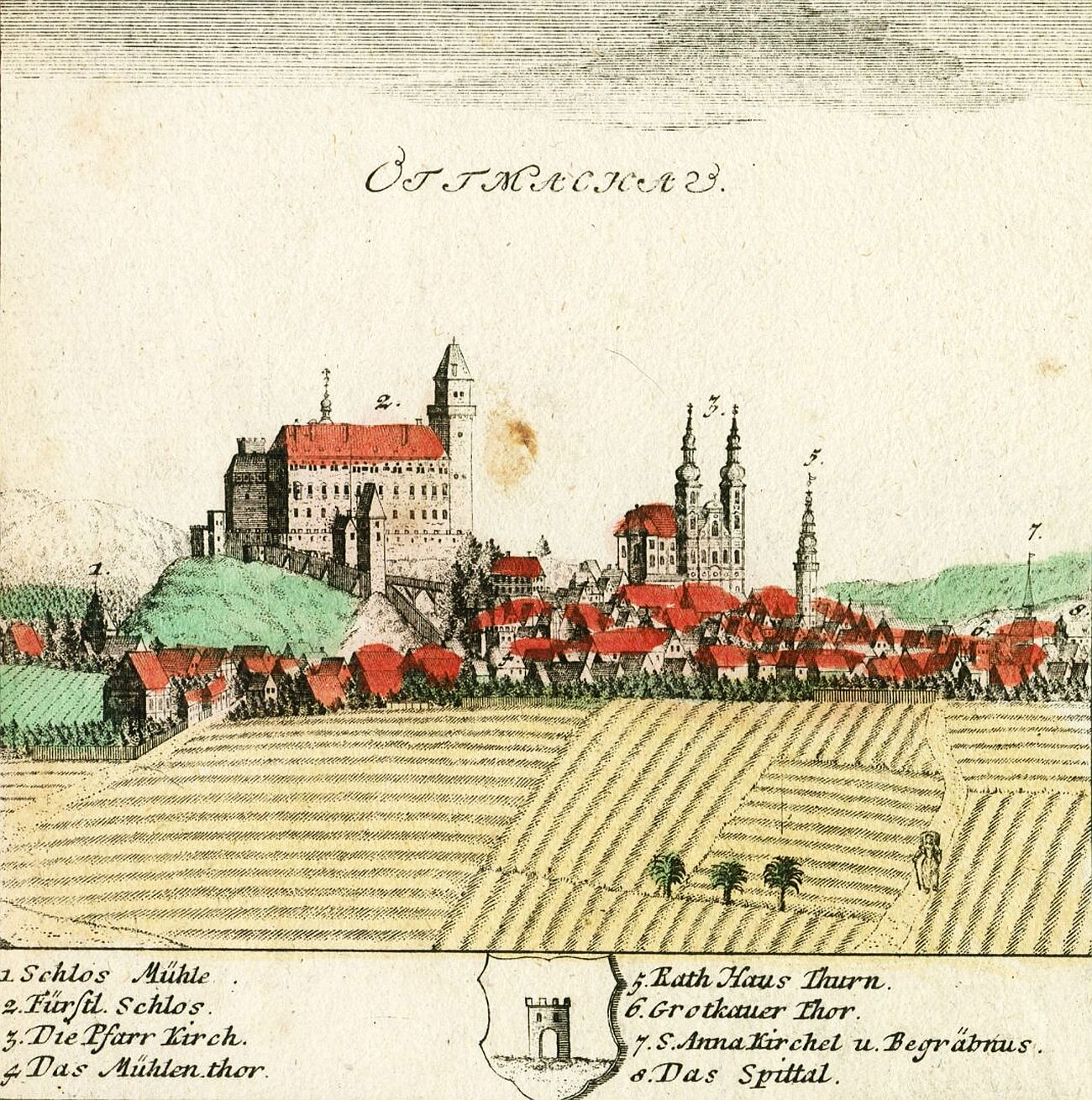
Otmuchów, 1738 r. – widok na miasto i zamek – Friedrich Bernhard Werner

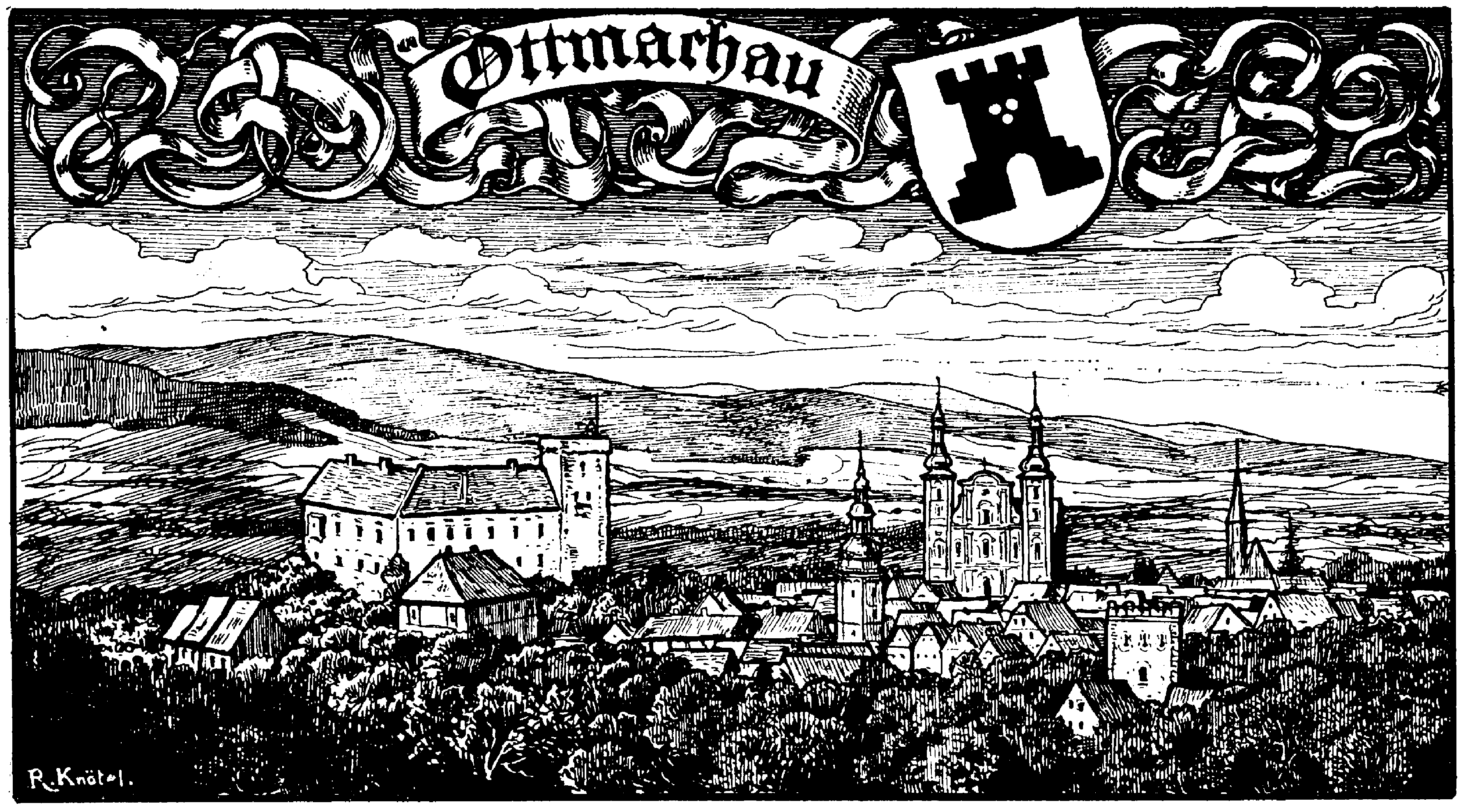
Otmuchów, (Ottmachau), 1906 r. – Richard Knötel

Znaczenie nazwy miasta nie jest jednoznaczne. Niemiecki językoznawca Heinrich Adamy w swoim dziele o nazwach miejscowości na Śląsku wydanym w 1888 roku we Wrocławiu wymienia jako najwcześniejszą zanotowaną nazwę miejscowości zapisaną w dokumencie z 1103 roku Othemochow podając jej znaczenie „Finsterwalde, Burgium Walddickicht”, czyli po polsku „Ciemny las, zamek w kniejach”. Nazwa może również pochodzić od nazwy osobowej Otmuch. Podobnie jak w przypadku miejscowości Odmuchów.
Miejscowość jako „Otemochow” wymieniona została w Bulli wrocławskiej w roku 1155. Nazwę miejscowości w zlatynizowanej staropolskiej formie Othmuchow notuje kilkukrotnie spisana po łacinie w latach 1269–1273 Księga henrykowska. Nazwę Othmuchow wymienia również w Rocznikach Królestwa Polskiego spisanych w latach 1455–1480 polski kronikarz Jan Długosz. W 1475 roku w łacińskich statutach Statuta synodalia episcoporum Wratislaviensium miejscowość wymieniona jest w zlatynizowanej formie Othmuchouie.
W roku 1613 śląski regionalista i historyk Mikołaj Henel wymienił miejscowość w swoim łacińskim dziele o geografii Śląska pt. Silesiographia podając dwie nazwy Otmuchovia, Othmuchaw.
Miejscowość nosiła nazwę historyczną Odmuchów, Odmachów. Nazwę tę wymienia w pruskim urzędowym dokumencie z 1750 roku wydanym w języku polskim w Berlinie Fryderyk Wielki oraz Słownik geograficzny Królestwa Polskiego wydany pod koniec wieku XIX. Niemiecka nazwa Ottmachau jest zgermanizowaną formą pierwotnej nazwy miejscowości i stała się urzędową nazwą miasta w Prusach po trzech wojnach śląskich między państwem pruskim oraz Austrią.
Polską nazwę Odmuchów w książce „Krótki rys jeografii Szląska dla nauki początkowej” wydanej w Głogówku w 1847 wymienił śląski pisarz Józef Lompa. Niemiecki historyk Gustav Adolf Stenzel w swoich komentarzach do księgi henrykowskiej wydanych w roku 1854 jako pierwotną nazwę miejscowości podaje Otmuchow. Polską nazwę Odmuchów oraz niemiecką Ottmachau wymienia w 1896 roku śląski pisarz Konstanty Damrot w książce o nazewnictwie miejscowym na Śląsku. Damrot w swojej książce wymienia również starsze nazwy z łacińskich dokumentów z roku 1278 Otmuchow i Odmuchovo.
Obecna nazwa została administracyjnie zatwierdzona 7 maja 1946.

## Historia

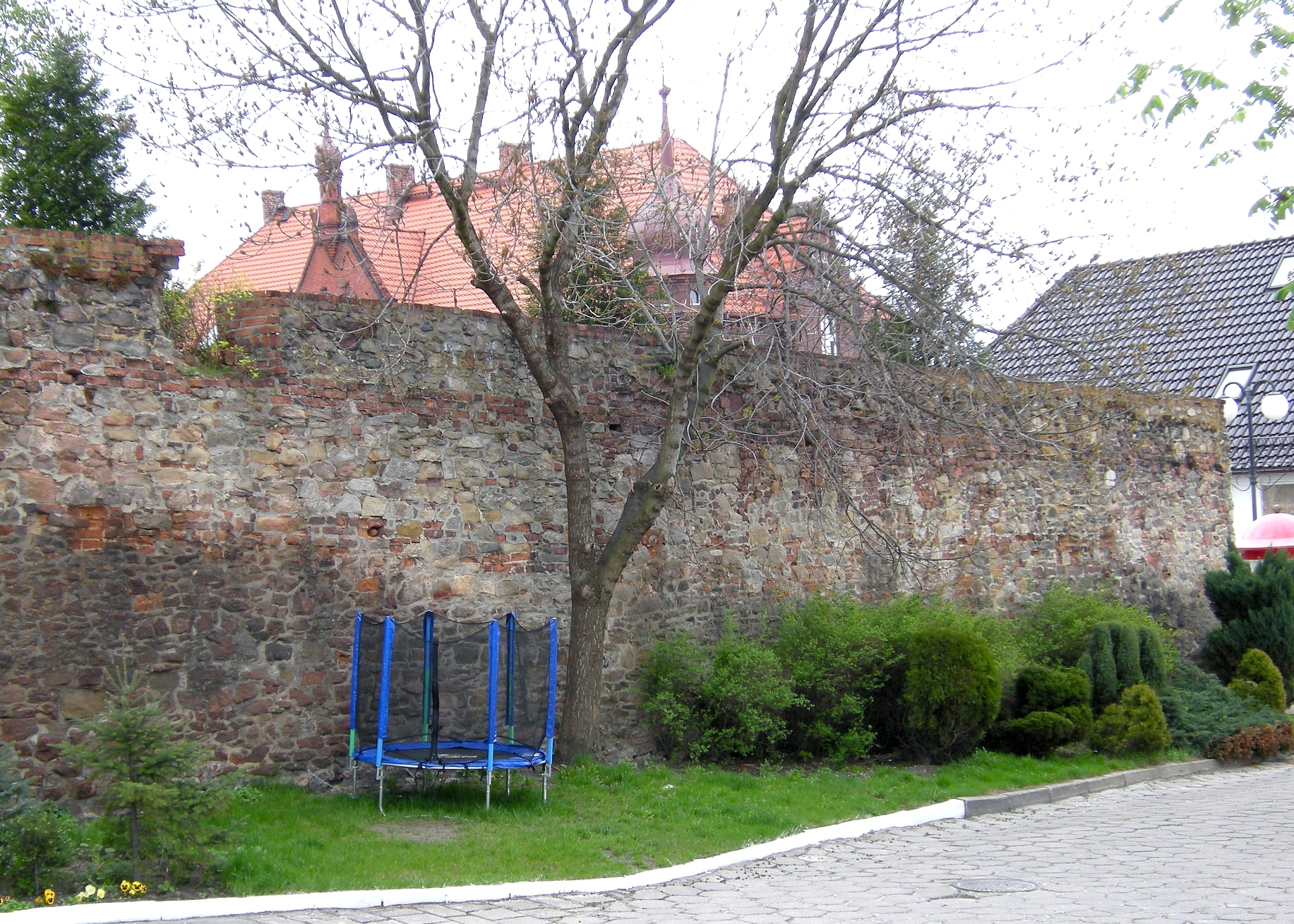
Fragment murów obronnych, XV w.

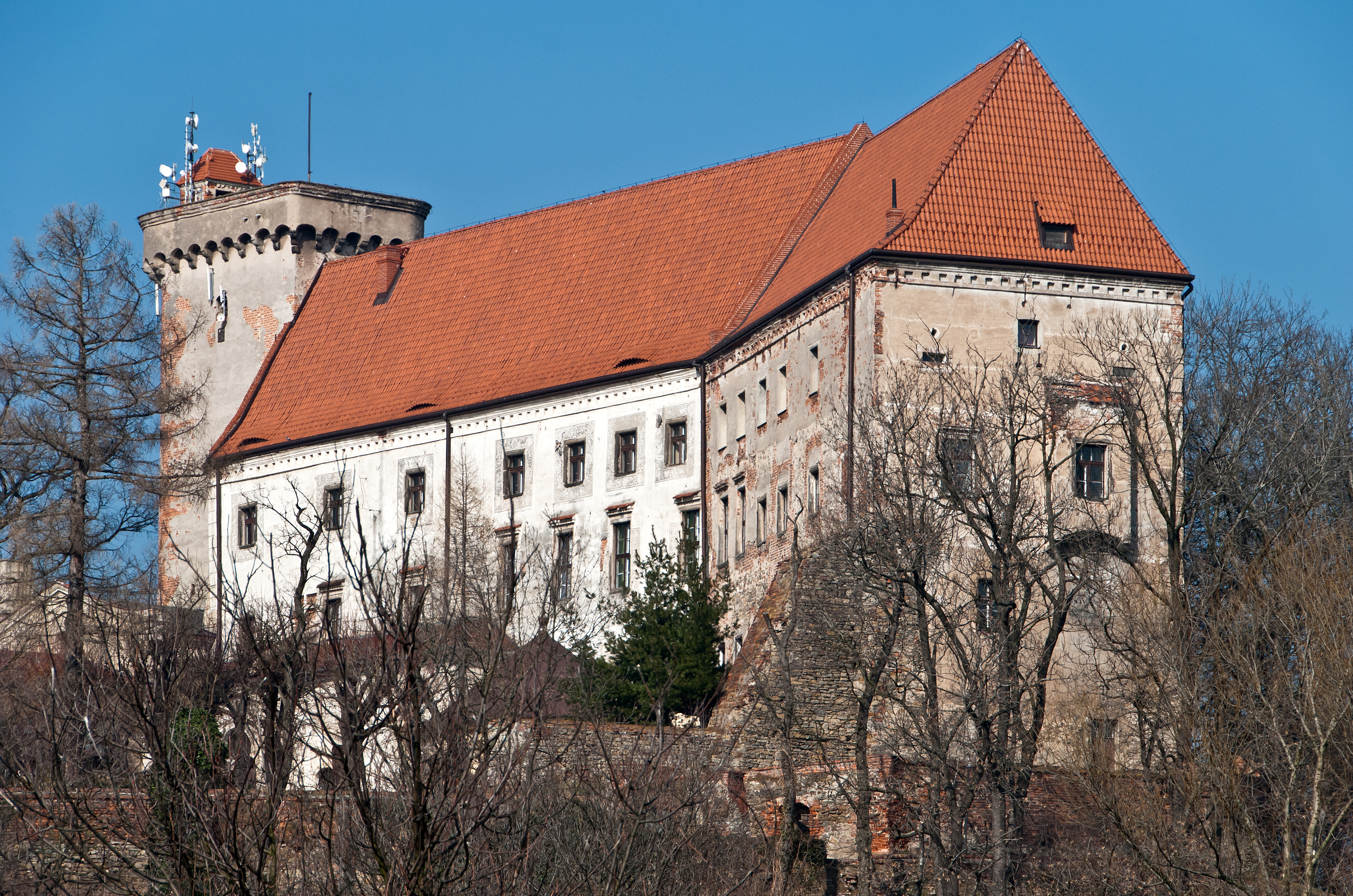
Zamek biskupi, obecnie hotel

Jeden z najstarszych grodów kasztelańskich na Śląsku. Pierwsza wzmianka pochodzi z 1155 r., został przekazany wówczas przez księcia Jarosława  biskupstwu wrocławskiemu i był w jego posiadaniu aż do 1810 r. W XIV wieku otoczony murami. Niszczony wojnami tracił swe znaczenie na rzecz rozwijającej się w sąsiedztwie Nysy, ówczesnej stolicy księstwa biskupiego.
Powstanie herbu miasta datuje się na rok 1347, w tym roku osada otrzymała magdeburskie prawa miejskie z potwierdzeniem wcześniejszej lokacji. W herbie znajduje się otwarta brama miejska w kolorze białym na niebieskim polu. Od XIV wieku używana jako pieczęć miejska. W końcu XV w. silna germanizacja pod wpływem biskupa Jana Rotha
W czasie II wojny światowej w miejscowości Niemcy utworzyli jeden z obozów koncentracyjnych dla Polaków na Śląsku tzw. Polenlager 86. 13 kwietnia 1945 r. niemiecki lekarz z NSDAP dokonał mordu na 26 umysłowo chorych pacjentach szpitala św. Józefa w Otmuchowie. Niemcy zostali wyparci z miasta 8 maja 1945 roku przez oddziały 286 dywizji piechoty 115 korpusu piechoty 59 armii ze składu 1 Frontu Ukraińskiego. W 1970 roku ku czci poległych żołnierzy radzieckich odsłonięto pomnik przy ul. Parkowej. W 1973 roku na ul. Krakowskiej postawiono pomnik płk. W.F. Orłowa – dowódcy VI korpusu zmechanizowanego 4 armii pancernej gwardii, Bohatera Związku Radzieckiego, który poległ w okolicach miasta 18 marca 1945 roku.
W okresie Polski Ludowej rozbudowano cukrownię, powstały zakłady przemysłu spożywczego i metalowego
1 stycznia 2018 do miasta włączono 4 okoliczne wsie: Nieradowice (382,30 ha), Sarnowice (302,56 ha), Śliwice (475,38 ha) oraz Wójcice (1011,48 ha), których typ miejscowości zmienił się ze wsi na część miasta. Obszar Otmuchowa zwiększył się przez to o 2171,72 ha (21,72 km²).

## Demografia
Otmuchów podlega pod Urząd Statystyczny w Opolu, oddział w Prudniku.

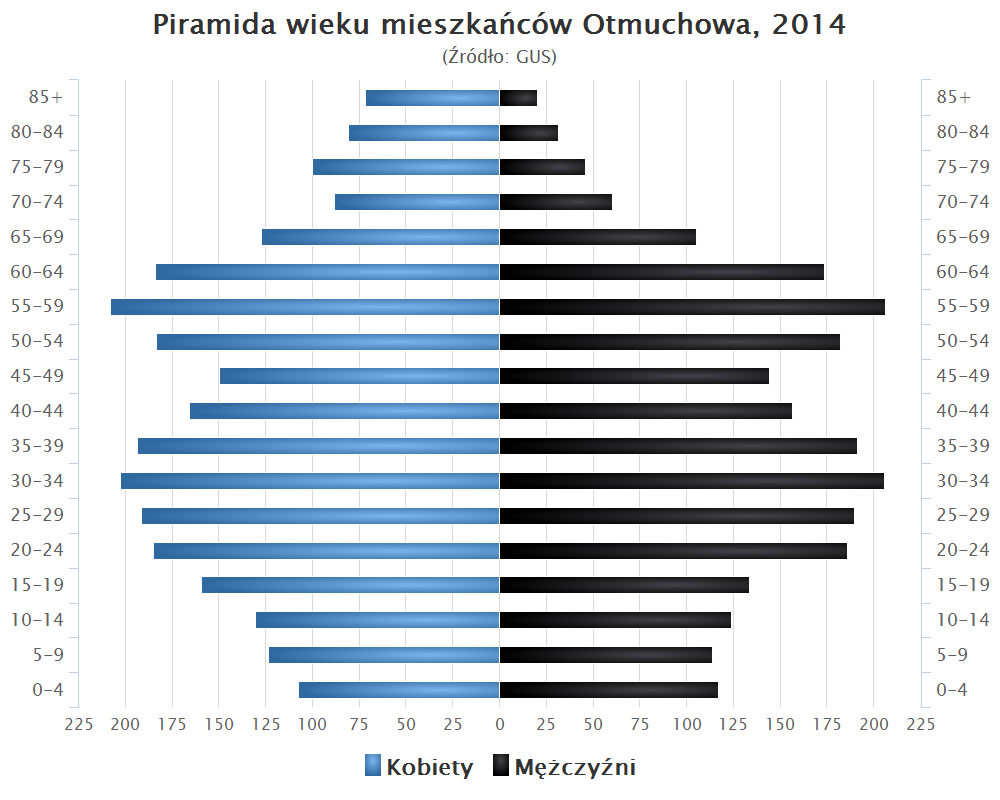
Piramida wieku mieszkańców Otmuchowa w 2014 roku

## Zabytki

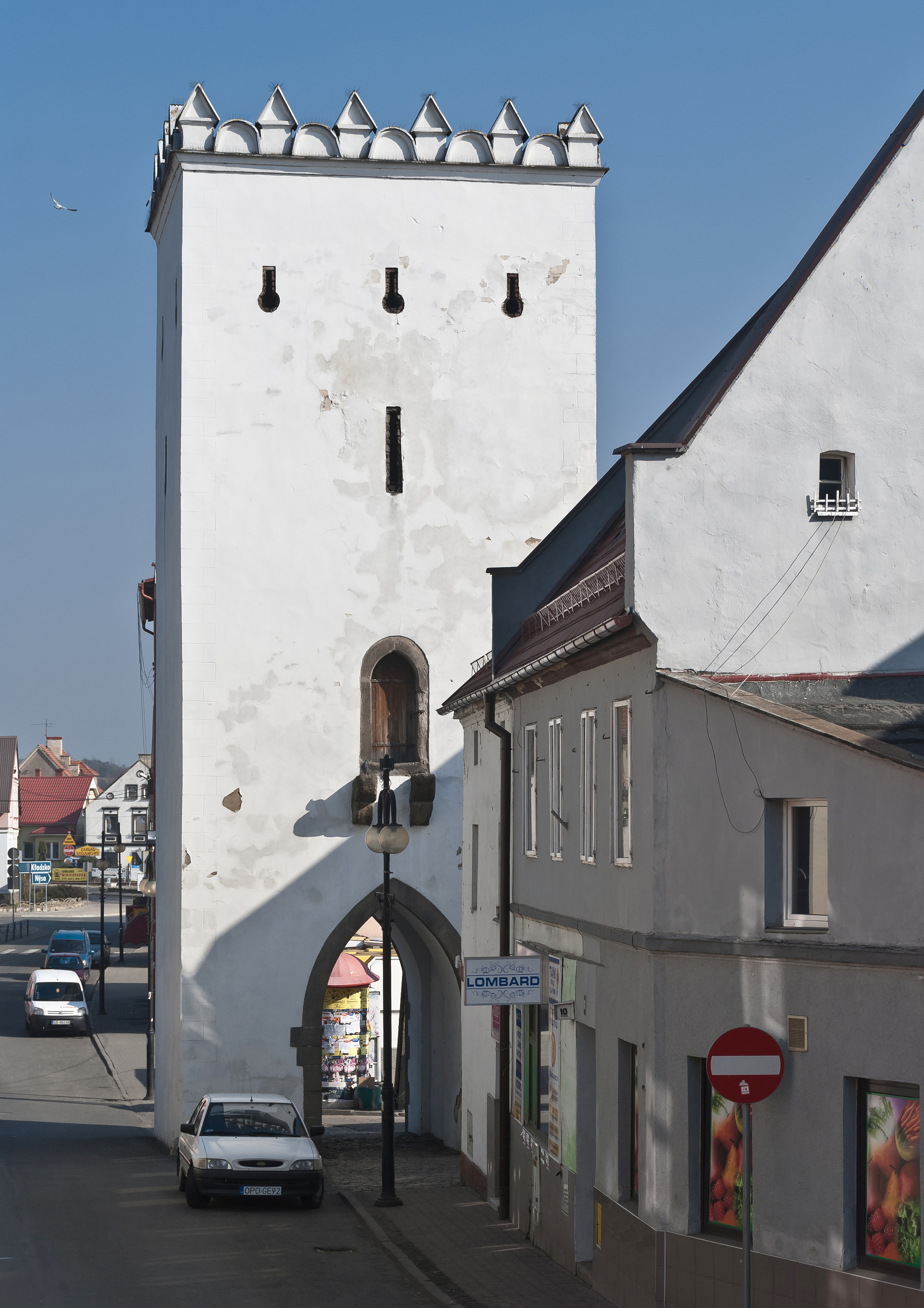
Brama Wróbla (Nyska)

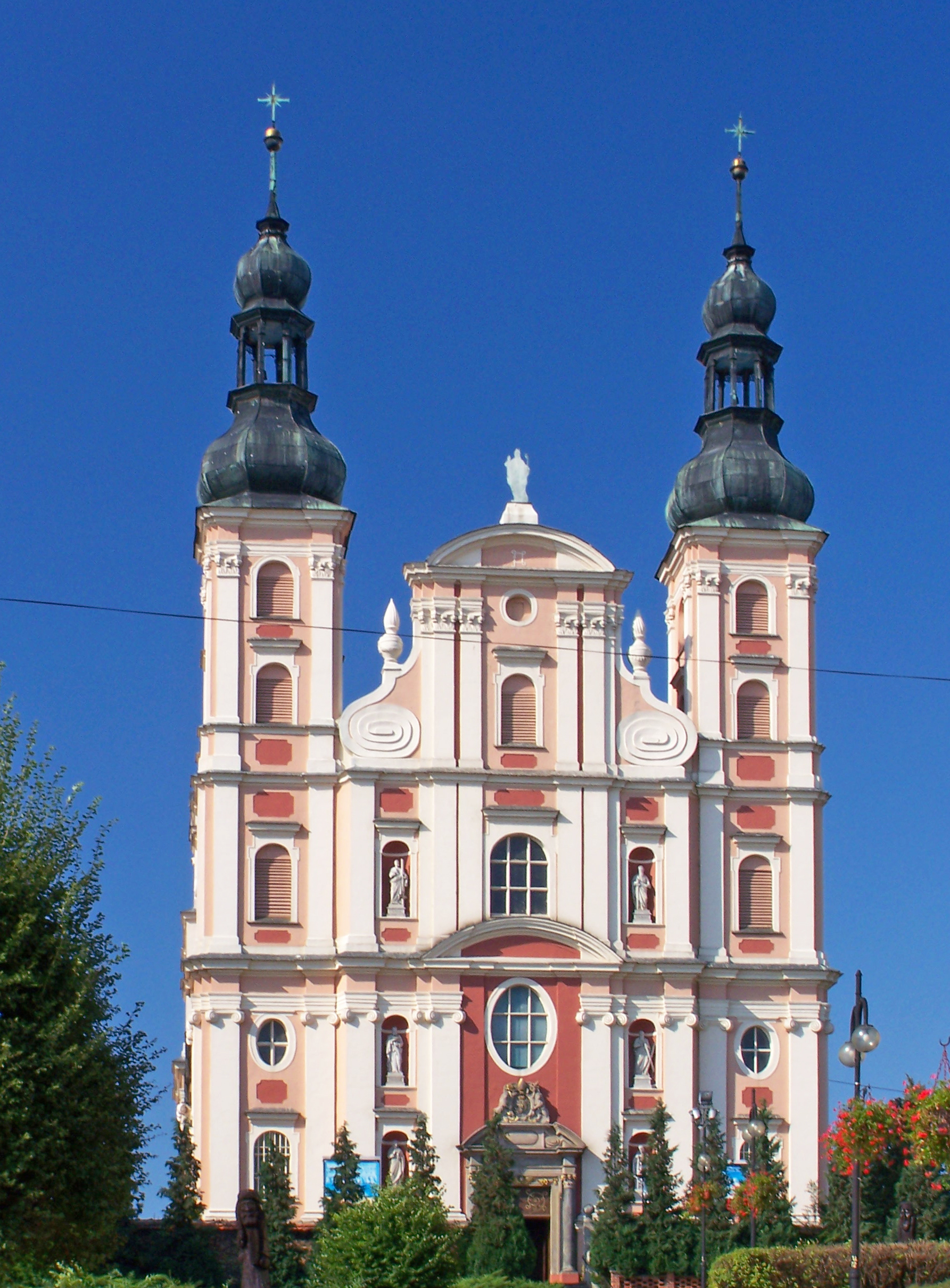
Barokowy kościół pw. św. Mikołaja i Franciszka Ksawerego

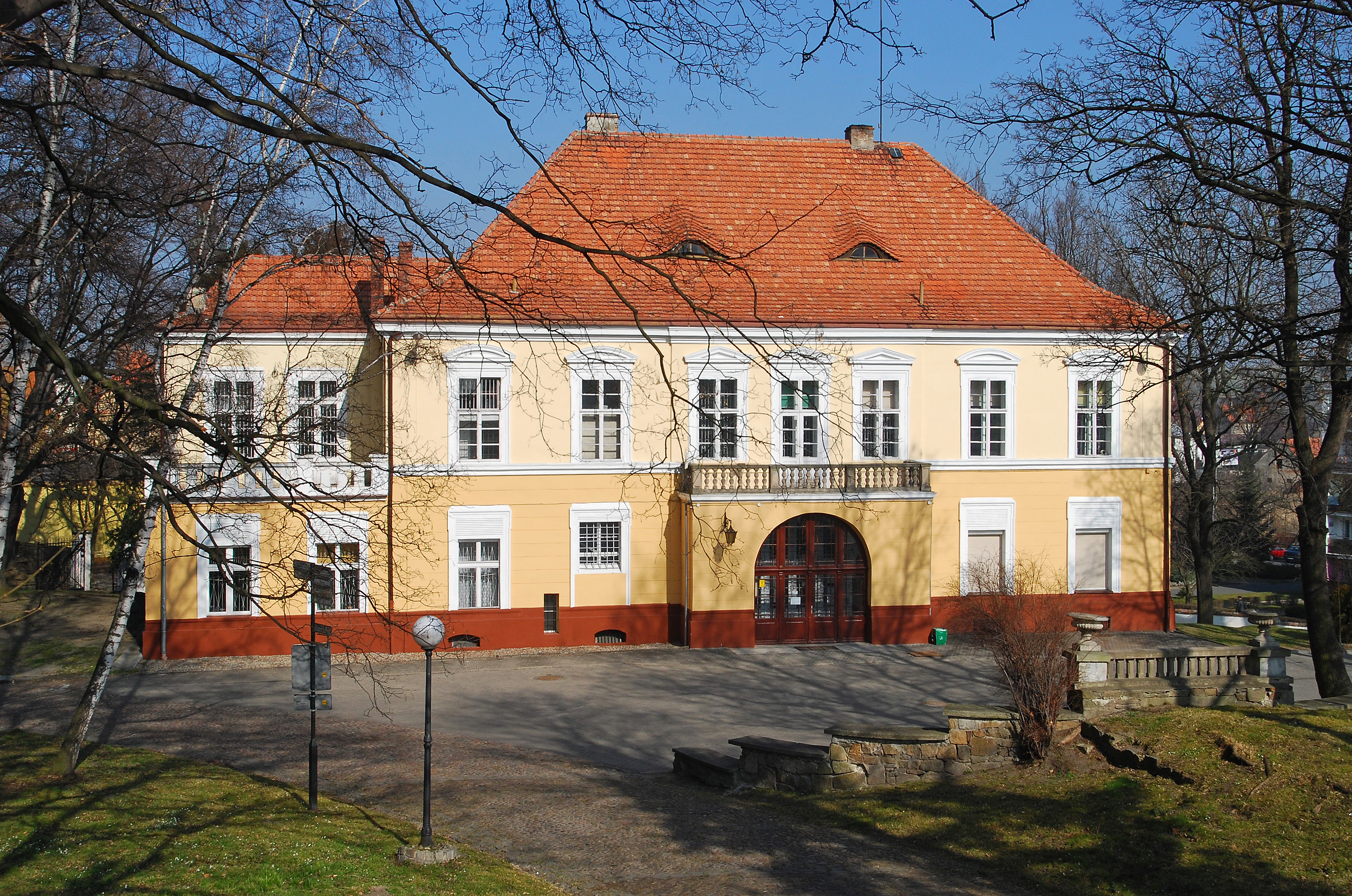
Zamek Dolny – pałac, obecnie siedziba urzędu miasta

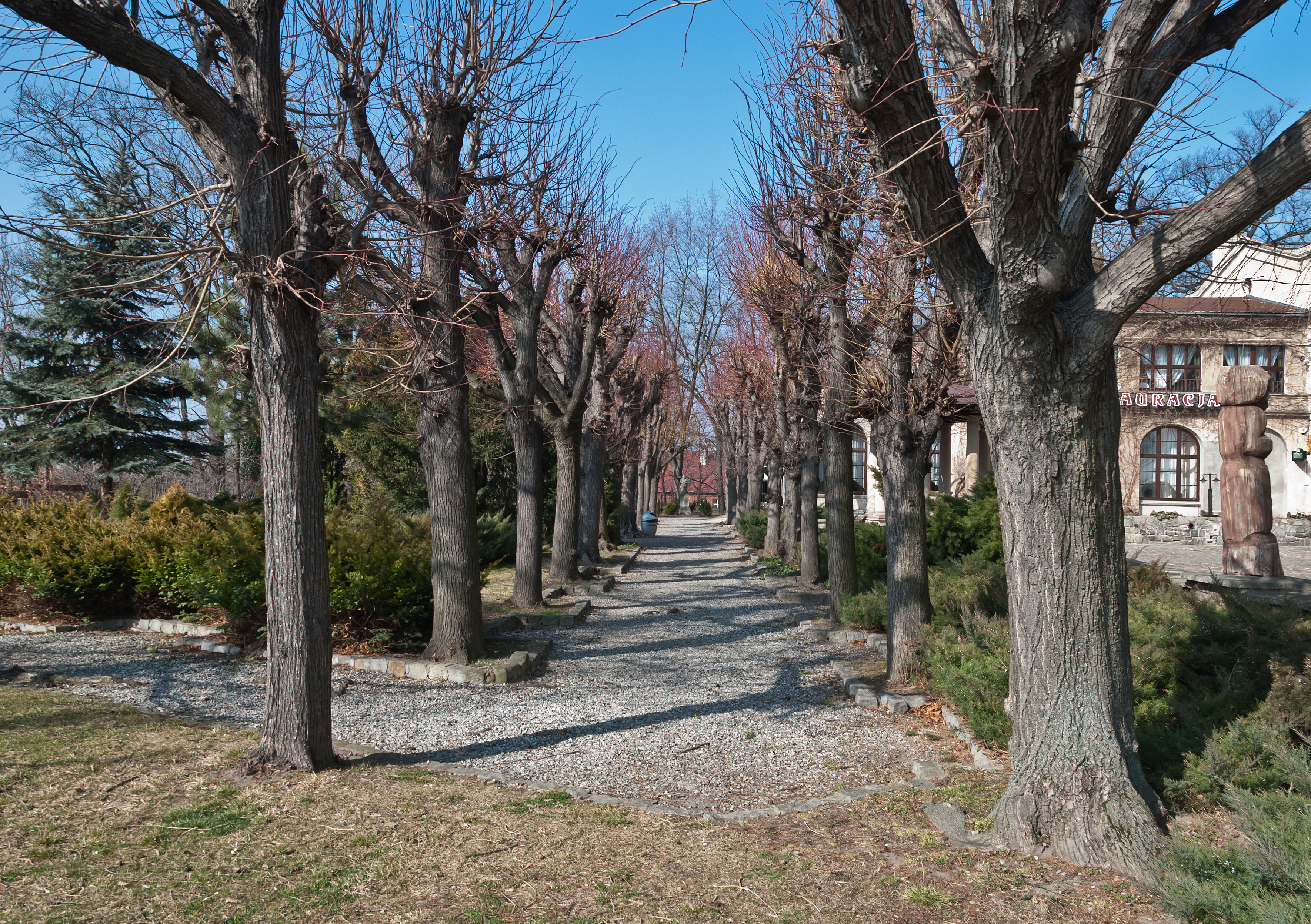
Park w zespole zamkowym

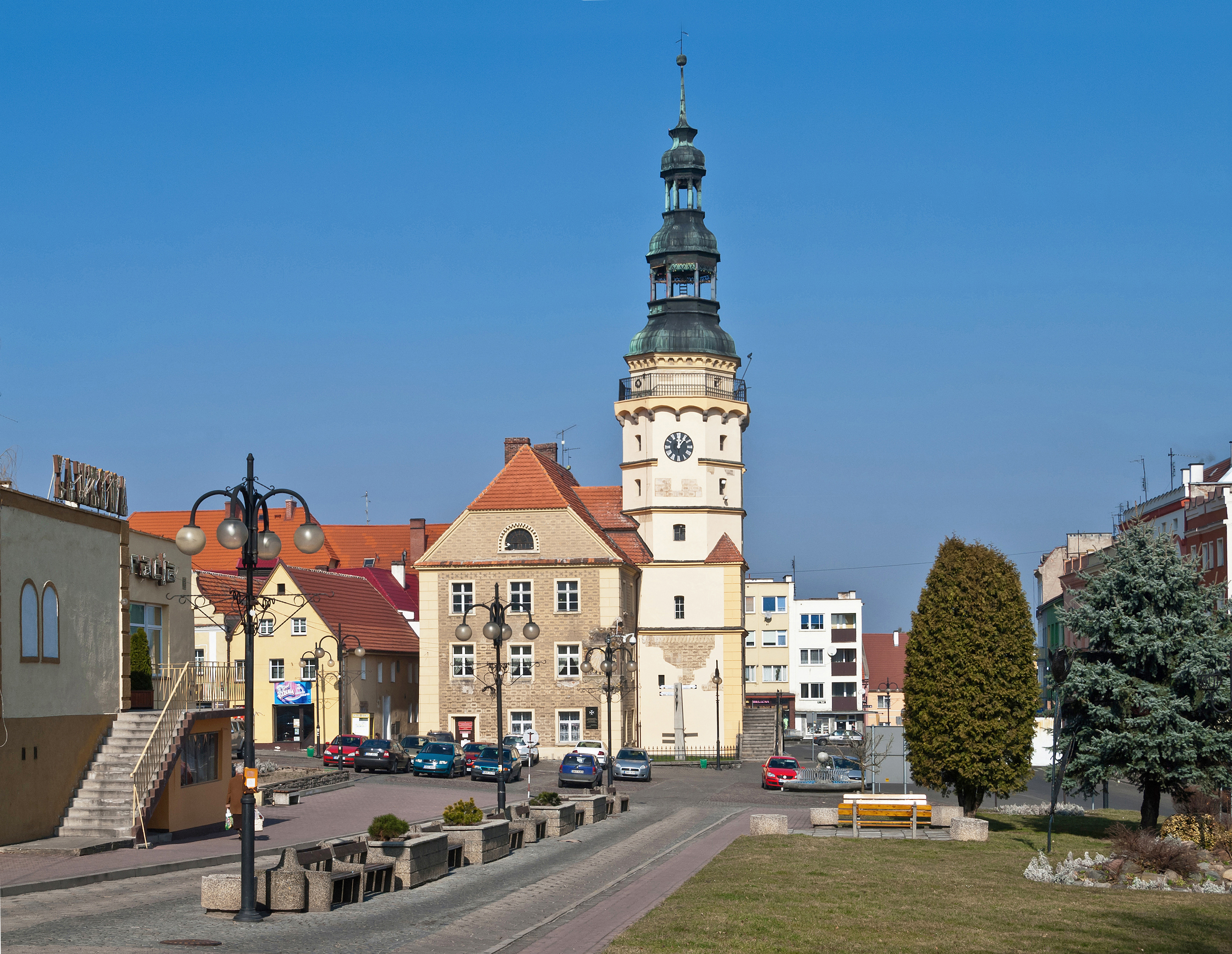
Renesansowy ratusz na rynku

Do wojewódzkiego rejestru zabytków wpisane są:
- układ urbanistyczny średniowiecznego założenia miasta
- kościół par. pw. śś. Mikołaja i Franciszka Ksawerego, okazała barokowa budowla z l. 1690-1701 – z końca XVII w., wzniesiona na wzgórzu, na miejscu istniejącego dawniej kościoła, pełni obecnie funkcję kościoła parafialnego. W kościele tym, znajdują się cztery obrazy pędzla Michała Leopolda Willmanna, a także seria 38 fresków, które na zlecenie biskupa wrocławskiego Franciszka Ludwika wykonał Karol Dankwart, twórca m.in. prac w Kościele św. Anny w Krakowie czy na Jasnej Górze. Kościół jest siedzibą parafii
- kościół ewangelicki, z XIX w. (nie istnieje)
- kaplica pw. Świętego Krzyża, ul. Krakowska, z XVIII w.
- cmentarz parafialny, z XIX w.
- kościół cmentarny pw. św. Anny, neogotycka budowla, pochodząca z drugiej poło&wy XIX wieku. W miejscu tym istniał od średniowiecza szpital miejski i kaplica pw. N. M. Panny, fundacji biskupów wrocławskich
- kaplica, z poł. XIX w.
- cmentarz żydowski, na terenie parku „Bażanciarnia”, z lat 1830–1935
- zespół zamkowy, z XIII–XVIII w.-XIX w.:
  - zamek biskupi, wzniesiony prawdopodobnie w XIII w. na miejscu drewnianego grodu kasztelańskiego, sprzed 1155 roku, na szczycie górującego nad okolicą wzgórza. Dwukrotnie zniszczony w czasie wojen husyckich w latach 1430 i 1443. W 1484 roku został przebudowany przez biskupa Rotha[25]. W latach 1585–1596 przebudowano go ponownie w stylu renesansowym. Z tego okresu pochodzi m.in. zwieńczenie wieży zamkowej i sgraffitowe obramowanie okien. W roku 1646 zamek został zajęty przez Szwedów. Na dziedzińcu zamkowym mieściły się zabudowania gospodarcze oraz kaplica zamkowa, znana z przekazów od 1470 roku. Według opisu z roku 1666 była to budowla kamienna, sklepiona o ceglastej posadzce i kryta dachówką. Na wieżyczce kapicy znajdował się zegar słoneczny. W centralnej części dziedzińca jest studnia, która przetrwała do dziś. Jednym z najbardziej charakterystycznych elementów zamku są schody, zwane końskimi. Schody zostały wzniesione na polecenie biskupa Filipa von Sinzendorf, który w wyniku choroby poruszał się w lektyce. Rezydencja obejmowała także zamek dolny
  - pałac – zamek dolny, zbudowany w latach 1706–1707 przez nyskiego architekta M. Kleina w stylu barokowym. Obecnie siedziba Urzędu Miasta
  - studnia z obudową
  - park
- fragmenty murów obronnych – miejskich, do naszych czasów zachowały się odcinki murów w różnych częściach miasta a także:
  - basteja w ścianach domu, ul. Cicha 2/3
  - wieża – brama „Wróbla”, z XV w., XVI w., zwana Bramą Nyską, gotycka, zwieńczona renesansową attyką, niegdyś miejskie więzienie
- ratusz, prawdopodobnie zbudowany został około 1538 roku – XVI w. w stylu renesansowym. Swój obecny wygląd zawdzięcza odbudowie w 1817 r. Fasadę ratusza zdobi późnorenesansowa dekoracja sgraffitowa. Na ścianach ratusza zachował się XVI-wieczny zegar słoneczny. Zegar ten często nazywa się „Zegarem Paracelsusa”, na cześć legendy, według której ów medyk miał zawitać do Otmuchowa podczas swoich podróży i wybawić miasto od zarazy, ratusz wypisany z księgi rejestru
- dom, ul. Krakowska 4, z połowy XIX w.
- budynek gospodarczy, ul. Orkana 2, z połowy XVIII w.
- domy, Rynek 2, 3, 4, z XVII–XVIII w.
- domy, ul. Nyska – 2, 4, 6, 8, z XVII/XVIII w., XIX w.
- wodociągowa wieża ciśnień, w zespole dworca kolejowego

### Nieradowice
- dwór, z XVII w., XIX w.

### Sarnowice
- dom nr 17, murowano-szachulcowy, z XIX w.

### Wójcice

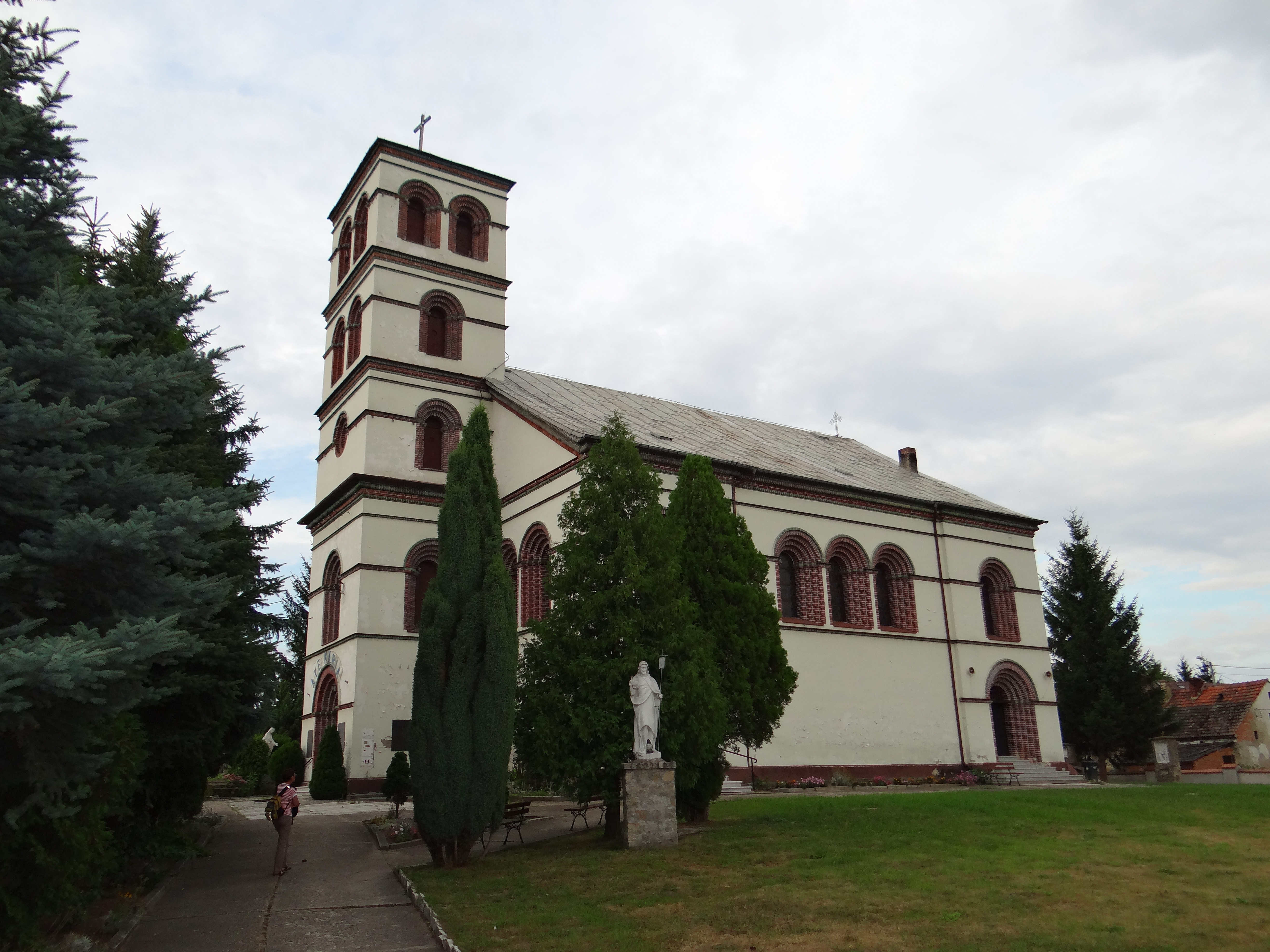
Kościół pw. św. Andrzeja w Otmuchowie-Wójcicach

- kościół par. pw. św. Andrzeja, z l. 1816-18.
  - cmentarz, z poł. XIX w.
  - ogrodzenie
- dom nr 32, z XIX w.
- dom nr 87, z XIX w.
- dom z kapliczką nr 140, z poł. XIX w.
- dom nr 145, z XIX w.

## Gospodarka
Większy zakład (według liczby zatrudnionych):
- Zakład Przemysłu Cukierniczego Otmuchów S.A. (ZPC Otmuchów) – spółka akcyjna średniej wielkości zatrudniająca około 550 osób[26].

Zlikwidowane zakłady
- Südzucker – Cukrownia Otmuchów S.A. – (zatrudniała około 100 osób) zakład produkujący cukier i syrop z buraków cukrowych. Pod koniec lutego 2009 właściciel zakładu ogłosił zaprzestanie produkcji i likwidację zakładu[27] W czerwcu 2009 roku zakład zamknięto, w 2013 roku zakład wyburzono.
- Eko Vimar Orlański – zakład produkujący kotły centralnego ogrzewania. Ogłosił upadłość w październiku 2015[28].

### Cukrownia Otmuchów
Najstarszy zakład produkcyjny, którego budowę rozpoczęto w roku 1881. Budowie sprzyjała budowa szosy na trasie Nysa – Kłodzko i linii kolejowej w 1875 r. W roku 1893 głównie na potrzeby cukrowni zbudowano linię kolejową do cukrowni i Dziewiętlic. W okresie przedwojennym cukrownia przerabiała około 1400 ton buraków na dobę i produkowała cukier surowy. Pierwszą ważniejszą inwestycją po II wojnie światowej była budowa w roku 1948 pieca wapiennego. W latach 1956–1959 wybudowano hotele robotnicze, magazyn nawozów i nasion, w roku 1957 melaśnik na 750 ton melasy. Zakład włączono w skład Śląskiej Spółki Cukrowej z siedzibą we Wrocławiu, następnie przejętej przez grupę Südzucker AG. W kampanii 2007/2008 zakład przerobił przeszło 300 tysięcy ton buraków cukrowych i wyprodukował 43 tysiące ton cukru. Po 130 latach działalności w 2009 ogłoszono zaprzestanie produkcji i likwidację zakładu. W czerwcu 2009 roku zakład zamknięto i stoi nieczynny. W 2012 roku zakład został sprzedany firmie BRAVET, prace wyburzeniowe zostały zakończone, teren został wyczyszczony. Teren cukrowni został włączony do Wałbrzyskiej Specjalnej Strefy Ekonomicznej, kupiony przez spółkę Viaregia, która planuje wybudowanie fabryki papieru.

## Transport
- droga krajowa nr 46 – Kłodzko – Opole – Lubliniec – Częstochowa
- kolej – stacja PKP, pociągi osobowe kursują w soboty i niedziele na trasie Kłodzko Główne- Kędzierzyn Koźle- Gliwice
- autobus – przystanek PKS
- autobusy miejskie z Nysy (MZK Nysa) – autobusy miejskie z Nysy – dworzec główny

## Ochotnicza Straż Pożarna
15 lipca 1877 r. Hanke (kominiarz - złożył do magistratu wniosek o założenie w Otmuchowie ochotniczej straży pożarnej) zwołał w związku z powołaniem jednostki zebranie publiczne. Wszyscy uczestnicy zdecydowali się założyć ochotniczą straż pożarną, a 20 osób przystąpiło do niej jako aktywni członkowie.
Po przeszkoleniu pierwszych drużyn przy nyskiej remizie pierwsza próba odbyła się 7 listopada 1877 r. w Młynie Biskupim, a 8 stycznia 1878 r. straż pożarna po raz pierwszy miała okazję interweniować przy pożarze.
W 1891 r. straż pożarna oddała swoją „Sikawkę" do dyspozycji miasta, którego stary wóz przestał nadawać się do służby, a w 1911 r. miasto przejęło cały sprzęt oraz zobowiązało się do utrzymywania sprzętu i przekazywania go nieodpłatnie straży pożarnej przez cały okres jej istnienia. W roku swojego powstania straż pożarna zwraca się do magistratu z prośbą o ustanowienie łatwo dostępnej linii do umieszczenia i podnoszenia dzwonu strażackiego przy ratuszu. Zaraz potem poprosiła magistrat, aby poinstruował nocnych stróżów miejskich, aby najpierw zaalarmowali trębacza.
W 1925 r. miasto zdecydowało się na zakup jednej z najnowocześniejszych sikawek, benzynowej sikawki firmy Rieslich z Paczkowa, wraz z 300 metrami 72-milimetrowego węża, za łączną kwotę 7970 marek, na co znaczne dotacje przekazały m.in. powiaty grodkowski i nyski, cukrownia oraz młyn biskupi.
Rok 1927 przynosi straży pożarnej koronę 50 lat założenia - nową remizę, która powstała dzięki inicjatywie burmistrza Heinricha Wolffa, trzeciego po Wicke i Klemme burmistrza w 50-letniej historii straży pożarnej. Z okazji jubileuszu 50-lecia powstania straży pożarnej 9-10 lipca 1927 roku świętowało całe miasto. W programie świętowania był przemarsz ulicami miasta, koncert w sali Browaru Zamkowego oraz uroczysty bal. Wśród licznych gości dwudniowych uroczystości można wymienić prawnuka Wilhelma von Humboldta, Bernarda, czy Starostę Grodkowskiego Martiniusa oraz burmistrza Otmuchowa Heinricha Wolffa, jak również ówczesnego proboszcza Carla Ganse.
Jednym ze śladów jakie w Otmuchowie pozostawił po sobie morawsko-śląski rzeźbiarz Josef Obeth jest figura św. Floriana, zamontowana na głównej fasadzie remizy strażackiej, która zapewne powstała w tym samym roku, co gmach remizy. Przedstawienie figuralne św. Floriana zostało wykonane z piaskowca. W uzupełnieniu do trzymanego przez świętego wiadra w prawej ręce, w lewej trzyma małe dziecko. Natomiast u podstawy figury przedstawiona została skręcona postać diabła w otoczeniu płomieni piekielnych.

## Kultura, sport, rekreacja
W Otmuchowie kręcono część plenerów do filmu Yesterday z 1984 r. w reżyserii Radosława Piwowarskiego.
W Otmuchowie corocznie od 1973 obchodzone jest Lato Kwiatów. Pierwotnie była to plenerowa wystawa kompozycji i konstrukcje z kwiatów zakładów zieleni z województwa opolskiego, obecnie jako impreza o charakterze wystawienniczo-festynowym. Zazwyczaj jest ono obchodzone w pierwszy pełny weekend lipca.
W mieście działa klub piłkarski – Czarni Otmuchów, występujący obecnie w V lidze.

## Jezioro Otmuchowskie

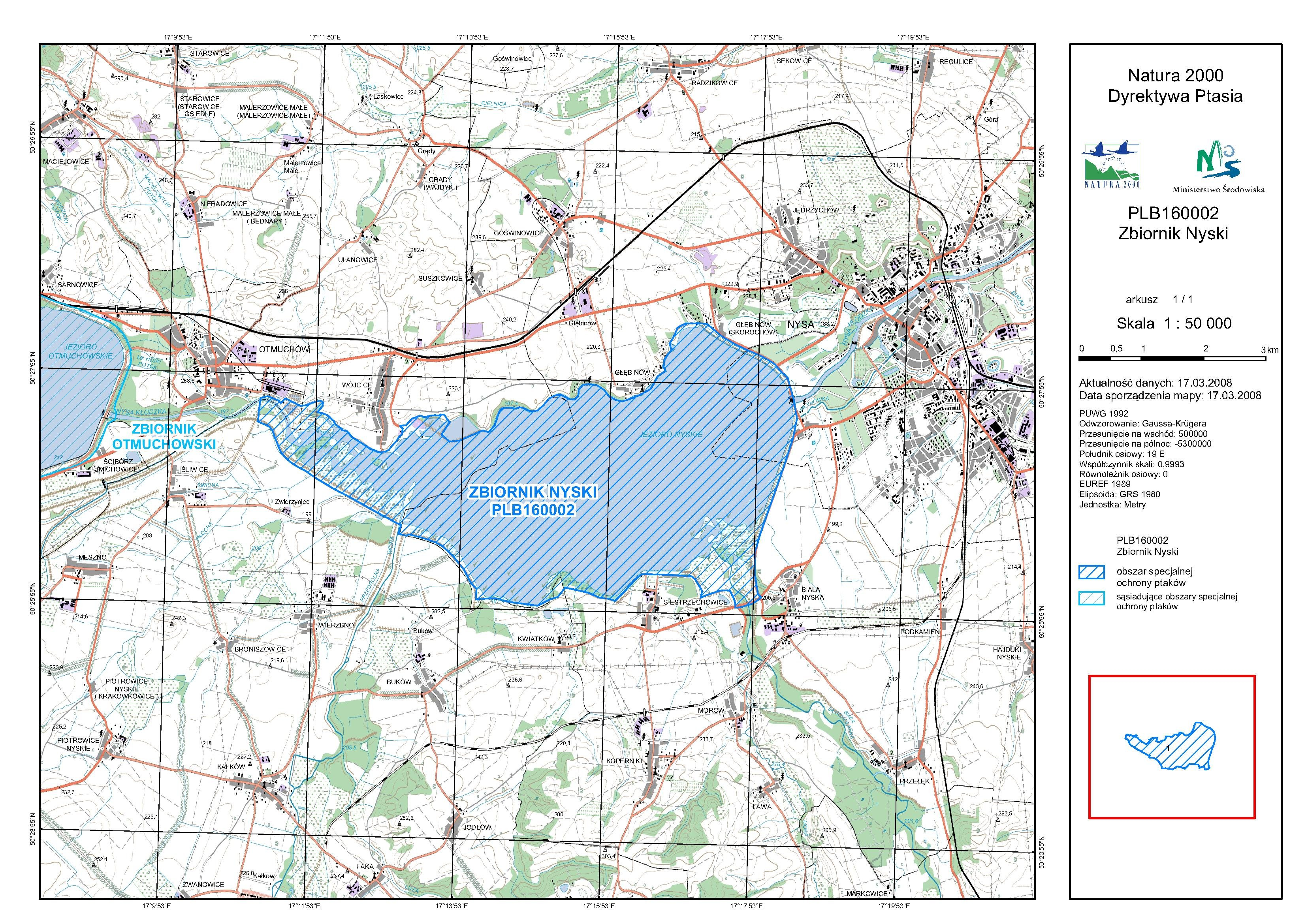
Otmuchowsko-Nyski Obszar Chronionego Krajobrazu

Pierwsze plany budowy jeziora na Nysie Kłodzkiej powstały w 1913 roku, jednak w wyniku komplikacji związanych w wybuchem I wojny światowej zrezygnowano z realizacji projektu. Sytuacja zmieniła się w roku 1926, rozpoczęto modernizację otwartej w 1874 roku linii kolejowej w kierunku Kłodzka (jej fragment przebiegał przez obszar planowanego jeziora). Spowodowało to rozpoczęcie prac nad planem budowy zbiornika retencyjnego, którego zadaniem miało być zatrzymanie fali powodziowej na Nysie Kłodzkiej spływającej z Sudetów, oraz produkcja energii elektrycznej przez elektrownię w zaporze. W roku 1928 zaczęto budowę zbiornika i związanych z nim obiektów (m.in. kanał ulgi, mosty). Przy budowie zbiornika zatrudniono ponad 2000 osób. Podczas budowy dochodziło czasami do wypadków śmiertelnych, np. w lipcu 1931 roku doszło do poważnego wypadku jednej z lokomotyw, w wyniku którego w wyniku ciężkich poparzeń zginęły dwie osoby – maszynista i palacz. Budowę zbiornika ukończono w roku 1933. Jezioro ma obszar około 2 tys. hektarów i pojemność 143 milionów m³ wody. Obecnie obszar 29 ha tuż poniżej tamy jeziora jest objęty rezerwatem Czapla siwa otoczonym starodrzewem (brzoza i dąb). Jezioro i tereny wokół niego należą do Otmuchowsko-Nyskiego Obszaru Chronionego Krajobrazu.

## Turystyka
Zabudowa miejska w Otmuchowie została wymieniona w Kanonie Krajoznawczym Polski. Oddział PTTK „Sudetów Wschodnich” w Prudniku przyznaje Kolarską Odznakę Turystyczną w „Królestwie Pradziada” za odwiedzenie m.in. Otmuchowa.
15 lipca 2010, w ramach organizowanego w Prudniku VI Europejskiego Tygodnia Turystyki Rowerowej, w którym wzięli udział rowerzyści z całej Europy, przez Otmuchów prowadziła trasa „Szlakiem błogosławionej Marii Luizy Merkert”.

## Współpraca międzynarodowa
Miasta i gminy partnerskie:
- Bernkastel-Kues – gmina
- Javorník – miasto
- Łopatyn – miasto
- Varsány – gmina
- Bourboule – gmina
- Milo – gmina
- Lezha[37]